# 馬姆斯伯里修道院
馬姆斯伯里修道院（Malmesbury Abbey）是位於英格蘭威爾特郡馬姆斯伯里的一座修道院建築，其歷史可以追溯至7世紀。11世紀時馬姆斯伯里有歐洲第二大圖書館，是歐洲的學術中心之一。修道院的風琴完成於1846年。